# Nederlandsche Seintoestellen Fabriek

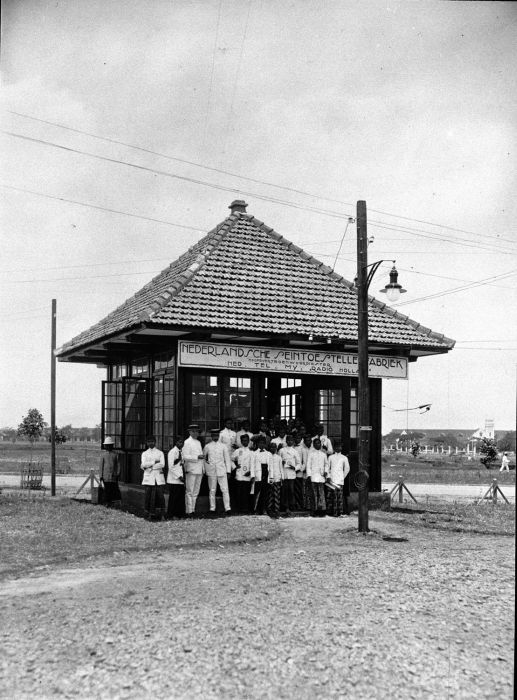
Groepsportret voor het paviljoen van de Nederlandsche Seintoestellenfabriek op de Jaarbeurs in Bandoeng in de jaren 1920

De Nederlandsche Seintoestellen Fabriek (NSF) in Hilversum was tot 1960 de grootste radio- en zenderfabriek van Nederland. Vanuit dit bedrijf vond op 21 juli 1923 de eerste reguliere Hilversumse radio-uitzending plaats, gepresenteerd door Willem Vogt. Dit leidde uiteindelijk tot de oprichting van de publieke omroepverenigingen en hun vestiging in Hilversum.

## Oprichting
De fabriek was in 1918 opgericht als een joint venture van Marconi (40%), Philips (40%) en Radio Holland (20%) en werd gevestigd aan de Groest te Hilversum. In eerste instantie produceerde de NSF professionele radiozenders voor de Nederlandse Marine, Luchtmacht en overzeese gebiedsdelen. In maart 1919 breidde de onderneming uit met een montageafdeling in het voormalige tentoonstellingsgebouw 'Trianon' aan de Naarderstraat. In 1920 werd het perceel Groest 76 gehuurd, waar de exploitatieafdeling werd gevestigd. Aan de Jan van der Heijdenstraat werd in 1920 begonnen met de bouw van een fabriekscomplex dat in dertig jaar tijd zou uitgroeien van 1300 m² in 1919 tot 41.000 m² vloeroppervlak in 1948. De fabriek was geheel vrijstaand gevestigd op de heide aan de oostzijde van Hilversum. De hele onderneming verhuisde er op 1 juli 1921 naartoe.
De onderneming produceerde zenders en ontvangers voor de koopvaardij en radiotoestellen voor het publiek, en verrichtte daarnaast assemblage van Marconi-zenders en Philips-radiotoestellen voor consumenten. In het nabijgelegen Huizen verrees een proefstation met draaibare houten torenantennes, bekend onder de naam PHOHI. Een replica van twee zendmasten in een schaal van 1:5 staat als monument op een rotonde in Huizen. Vlak achter de fabriek in Hilversum stond ook een forse zendmast.
Vanaf 21 juli 1923 waren er vanuit de fabriek als proef radiouitzendingen. Aanvankelijk zond de NSF onder eigen naam uit, later onder auspiciën van de Hilversumsche Draadlooze Omroep. Aanvankelijk werd alleen muziek uitgezonden. Op 20 januari 1924 zond de NSF voor het eerst gesproken woord uit; een toespraak van de schrijfster Carry van Bruggen. Later werd zendtijd verhuurd aan de NCRV, VARA, KRO en VPRO. 
De fabriek verhuurde studioruimte aan diverse omroepen en verzorgde de technische aspecten van de radiouitzendingen in Nederland en later naar Nederlands-Indië. In 1925 nam Philips de aandelen in de NSF over. In deze periode groeide het bedrijf fors: van 250 werknemers in 1920 tot circa 1000 in 1928-29. De fabriek had last van de economische inzinking van 1929 en ging onder meer fietsen en Meccano-achtige bouwdozen produceren. Later in de jaren 1930 leefde de economie op en groeide de onderneming weer. De vraag naar radio's en zenders steeg. Vlak voor de Duitse bezetting in 1940 telde de NSF 1100 arbeid(st)ers.

## 1940 - 1945

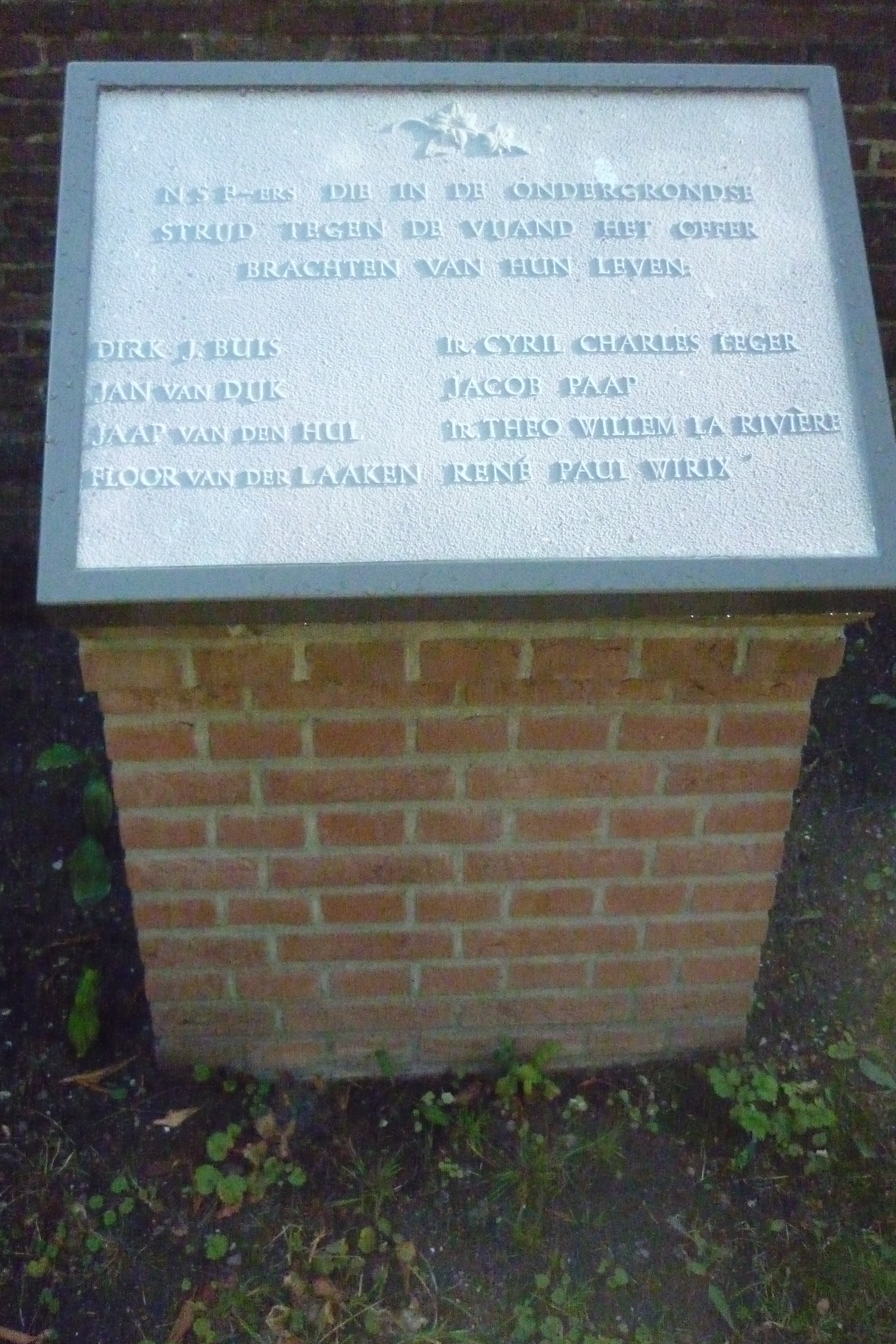
Monument NSF verzet

De zendmast bij de fabriek werd bij het begin van de Duitse inval in Nederland opgeblazen en kwam op een nabijgelegen huis terecht. De Duitsers namen de fabriek over, die daarna vooral voor hen ging werken.
Werknemers van de NSF hadden in Hilversum een leidende rol bij het uitbreken van de Februaristaking in 1941. Tijdens de oorlog werd het bedrijf door de Duitse bezetters bij de oorlogsproductie, als gevolg waarvan er binnen het bedrijf sabotage- en andere verzetsplannen werden gemaakt en uitgevoerd.
Dat leidde in 1941 tot een inval van de Duitsers, waarbij zij diverse mensen gevangennamen, een werd er gedood toen hij trachtte te vluchten. Dit was René Paul Wirix; naar hem is een straat vernoemd in Hilversum-Noord. De verzetsgroep bouwde onder meer zenders en radio's in koffers voor  Nederlandse agenten die vanuit Engeland gezonden waren - bekend uit het boek en de film Soldaat van Oranje. Zoals bij veel verzetswerk werd de zaak verraden.
Tijdens de bezettingsjaren had de NSF ook een afdeling in het Polizeiliches Durchgangslager Amersfoort. Hier werkten in de speciale 'Barak V' gevangenen aan de vervaardiging van kleine onderdelen in ruil voor extra voedsel. Radiokastjes werden geassembleerd en verzendklaar gemaakt. De gevangenen die in dit 'Kommando' werkzaam waren konden worden herkend aan een NSF-embleem dat op het kampjasje gedragen werd. Mede vanwege de kleinschaligheid is er niet veel over deze bijzondere afdeling bekend. Na de capitulatie van Duitsland in 1945 werd het NSF terrein door de Binnenlandse Strijdkrachten gebruikt als verzamelpunt voor gevangengenomen NSB'ers.
Hoewel de overgrote meerderheid van het personeel loyaal was aan Nederland tijdens de oorlog waren een aantal personeelsleden fout tijdens de bezetting, in 1946 zijn 109 personeelsleden wegens onvaderlandslievend gedrag ontslagen en een aantal kregen een berisping of schorsing.
Voor een aantal personeelsleden die tijdens de oorlog omkwamen, door verzetswerkzaamheden is in Hilversum een oorlogsmonument opgericht.

## Overname door Philips

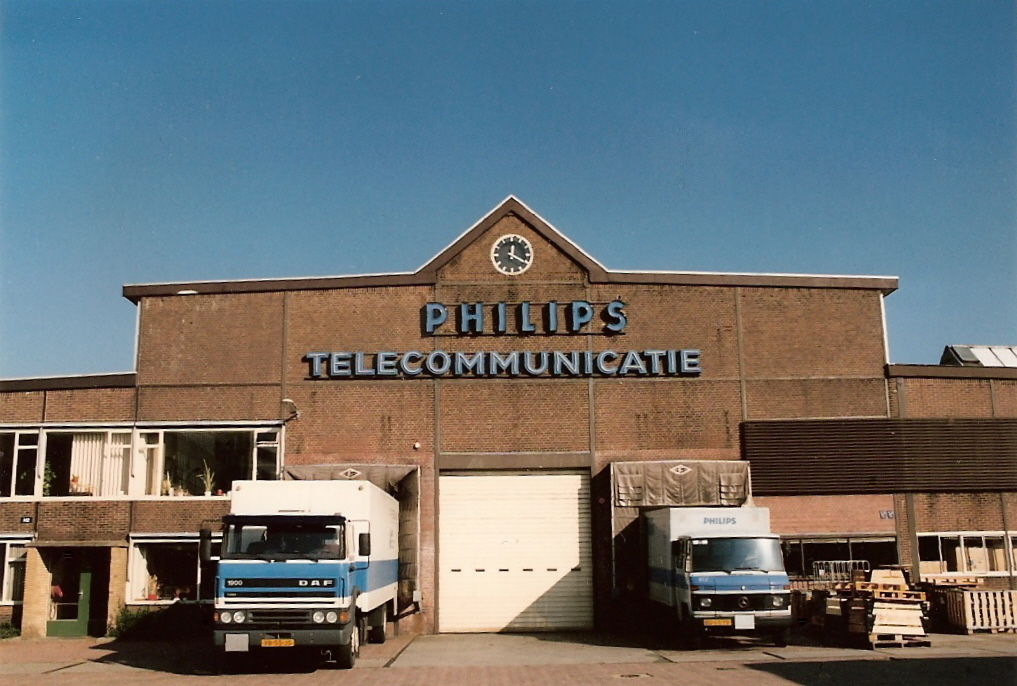
Hilversum, Philips Telecommunicatie Bedrijf, voorheen NSF

Na 1945 nam Philips de fabriek over en werd de zenderfabriek omgebouwd tot een telecommunicatiefabriek. Dit kwam tot uiting in de naamswijziging in Philips Telecommunicatie Industrie (PTI) in 1947. Er werd nog wel zendmateriaal gemaakt, klanten voor zenders waren er in de hele wereld, zoals Indonesië, Spanje en het Vaticaan. Daarnaast werd in de vestiging Huizen radarapparatuur en militaire communicatieapparatuur ontwikkeld. De belangrijkste groei zat in de telefonieproducten. Zo werd de lijntelefonie-afdeling vanuit Eindhoven overgeplaatst naar Hilversum. Er kwam een eigen laboratorium voor onderzoek naar automatische telefonie. Bij het 30-jarig bestaan, begin 1948, telde de PTI circa 3000 werknemers, naast enkele honderden in een filiaal te Den Haag, begin 1952 waren er ruim 5000 werknemers. Producten waren openbare en huis- en bedrijfscentrales (UR- en UV-systemen) en telexcentrales (DS-714). De eerste computergestuurde openbare centrale was de PRX-A, met een schakelnetwerk bestaande uit het reedcontact. Deze centrale was een groot succes. Voor bedrijfstelefonie werden op basis van de PRX-techniek de EBX800-, en EBX8000-centrales ontwikkeld.

### Radio Vaticana
Vanwege het katholieke Heilig Jaar 1950 boden de Nederlandse katholieken de paus een nieuwe radiozender aan voor Radio Vaticana. Het geld werd in een actie onder leiding van de journalist en schrijver Jan Derks, die een band met de radio had door zijn werk voor de KRO, bijeengebracht. Een 100 kW kortegolfzender werd enkele jaren later onder leiding van ingenieur Bart Graaff geïnstalleerd in Santa Maria di Galeria, achttien kilometer benoorden Rome. De zender was in 1957 operationeel en kon in Nederland behoorlijk worden ontvangen.

## Neergang
In de jaren 1970 ging het bergafwaarts met de fabriek, die intussen ook een grote nevenvestiging in Huizen had gekregen. De laboratoria ontwikkelden steeds meer complexe apparatuur. De onderzoeks- en ontwikkelingskosten werden echter steeds hoger waardoor Philips in 1983 een joint venture met AT&T aanging voor het ontwikkelen van volledig digitale centrales voor het openbare net en transmissieapparatuur, wat later de naam Lucent Technologies kreeg. De grote digitale telefooncentrale '5ESS' van AT&T werd de basis voor verdere ontwikkelingen, ondanks dat er door Philips al aan een opvolger voor de PRX-A werd ontwikkeld, de digitale telefooncentrale PRX-D.
Huis- en bedrijfstelefonie bleven in handen van Philips. In 2006 ging Philips voor dit onderdeel een joint venture aan met NEC. In 2010 heeft NEC het bedrijfsonderdeel volledig overgenomen. De afbouw van PTI was mede het gevolg dat Philips zich wilde concentreren op kernactiviteiten; openbare telefonie, transmissie en  grote zenders vielen daar niet onder.
De oude bakstenen fabriek in Hilversum met zijn karakteristieke schoorsteen werd afgebroken, in de plaats ervan kwam een winkelcentrum met woningen, aan de overkant hiervan kreeg ook het Lucent-terrein een nieuwe bestemming. De fabriek in Huizen is in 2011 afgebroken, het gebouw waarin het toenmalig hoofdkantoor was gevestigd is echter nog aanwezig. 